# Västanfjärd
Västanfjärd là một đô thị của Phần Lan.
Vị trí ở tỉnh của Tây Phần Lan thuộc vùng Tây Nam Phần Lan. Đô thị này có dân số 812 người (thời điểm ngày 31 tháng 12 năm 2004) và diện tích 96,62 km² (trừ phần mặt biển) trong đó có 0,69 km² là mặt nước nội địa. Mật độ dân số là 8,46 người trên mỗi km².
Đô thị này sử dụng hai ngôn ngữ với đa số dùng tiếng Thụy Điển và thiểu số sử dụng tiếng Phần Lan.